# Keihan Electric Railway
Keihan Electric Railway (京阪電気鉄道株式会社 Keihan Denki Tetsudō Kabushiki-gaisha?)  är ett järnvägsbolag i Japan med huvudkontor i Osaka. Företaget har 1 324 anställda.

## Järnvägsnät
Keihans område täcker Keihanshin.
Totalt har nätet 56 mil järnvägslinjer för passagerartrafik och 89 stationer (2023).